# Raymond Felton
Raymond Bernard Felton jr. (Marion, 26 giugno 1984) è un ex cestista statunitense, di ruolo playmaker, professionista in NBA.

## Carriera

### High school
Ha cominciato la sua carriera cestistica alla Latta High School a Latta, Carolina del Sud. Qui ha condotto la sua high school alla vittoria di due titoli statali e a un record della scuola di 104-9. In quel periodo ha stabilito due record dello Stato, per punti (2992) e triple (117).
Ha vinto il premio di "cestista del South Carolina" sia da junior sia da senior, ed è stato nominato Naismith Prep Player of the Year nel 2002. Sempre nel 2002 è stato MVP del "Roundball Classic" nello United Center di Chicago ed è stato chiamato per la squadra McDonald's All-American. Felton ha giocato nella partita del "McDonald's All-American" con due futuri compagni di squadra nei Tar Heel, Sean May e Rashad McCants.

### College (2002-2005)
Alto 1,85 m e col peso di 90 kg, è stato una delle guardie più atletiche del basket collegiale durante i suoi tre anni alla University of North Carolina a Chapel Hill. Nel suo anno da freshman, è stato votato come "giocatore dell'anno in Carolina" e per tre volte "freshman della settimana della ACC" (Atlantic Coast Conference). Ha dispensato 236 assist in totale, e ha realizzato in media 12,0 punti a partita. Durante il suo anno da sophomore, è stato un serio candidato per il premio Bob Cousy e per il premio Naismith per il giocatore al college dell'anno, ha messo 213 assist, ed è stato il primo dei Tar Heels per palle rubate (63) e percentuale ai tiri liberi (81%) mettendo a segno in media 11,5 punti a partita.
Nel suo terzo e ultimo anno alla North Carolina ha guidato i Tar Heels insieme a Rashad McCants, Sean May (al loro anno da junior) e Marvin Williams (da freshman) al titolo NCAA del 2005 battendo in finale la Università dell'Illinois - Urbana-Champaign il 4 aprile 2005 a St. Louis, Missouri. Quello era il quinto titolo di basket maschile NCAA nella storia della UNC (1924, 1957, 1982, 1993, 2005). Felton ha mandato a canestro dei tiri liberi nei secondi finali della partita, che allontanavano la Illini dal pareggiare per la seconda volta.
Felton ha avuto in media 12,9 punti e 6,9 assist a partita durante la sua stagione da "junior" e ha mostrato un tiro molto migliorato. È stato votato per la prima squadra della ACC in quell'anno.

### NBA (2005-oggi)

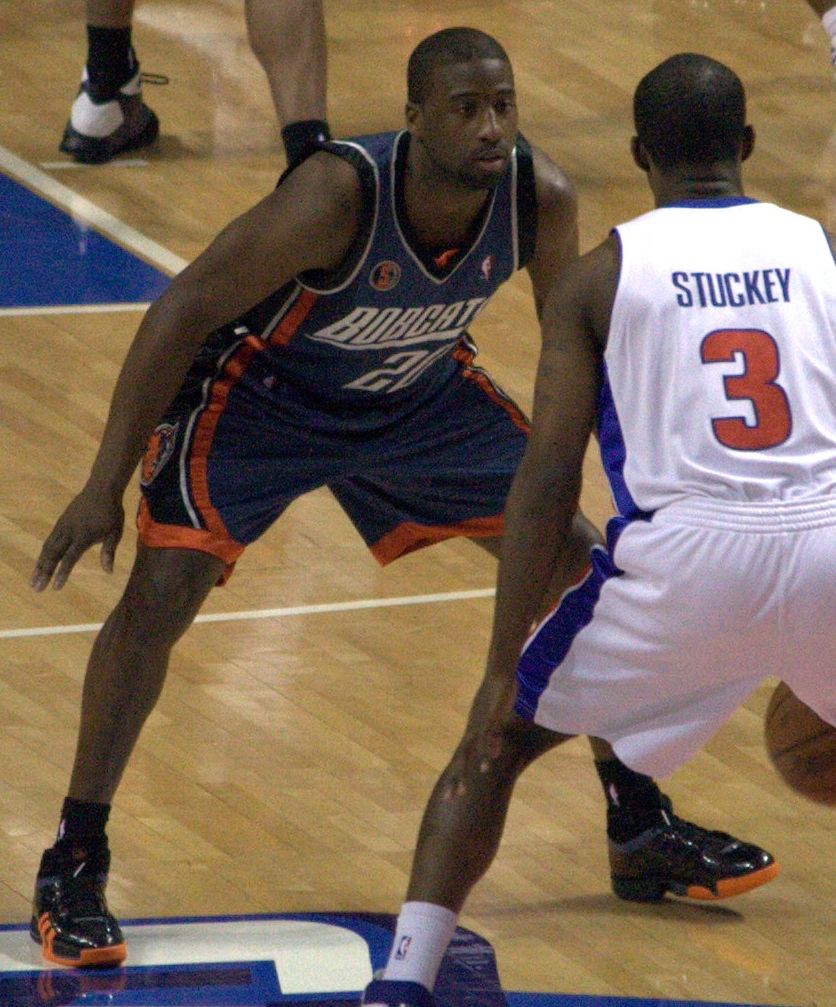
Raymond Felton (sinistra) con la canotta degli Charlotte Bobcats in azione difensiva contro Rodney Stuckey (di schiena destra), che all'epoca giocava nei Detroit Pistons.

#### Charlotte Bobcats (2005-2010)
È stato selezionato con la quinta scelta assoluta nel draft NBA 2005 dagli Charlotte Bobcats. Nella sua stagione da rookie nell'NBA ha realizzato in media 11,9 punti, 3,3 rimbalzi e 5,6 assist in 30,1 minuti a partita, mettendo anche a referto ben 13 doppie-doppie in 80 partite di cui 54 disputate da titolare. Nella stagione successiva il 30 dicembre 2006 mette a segno il suo record di assist, distribuendone 19 contro gli Indiana Pacers. Il 27 gennaio 2009 mise a segno il suo career-high di rimbalzi raccogliendone 11 nella partita contro i Los Angeles Lakers.

#### New York Knicks (2010-2011)

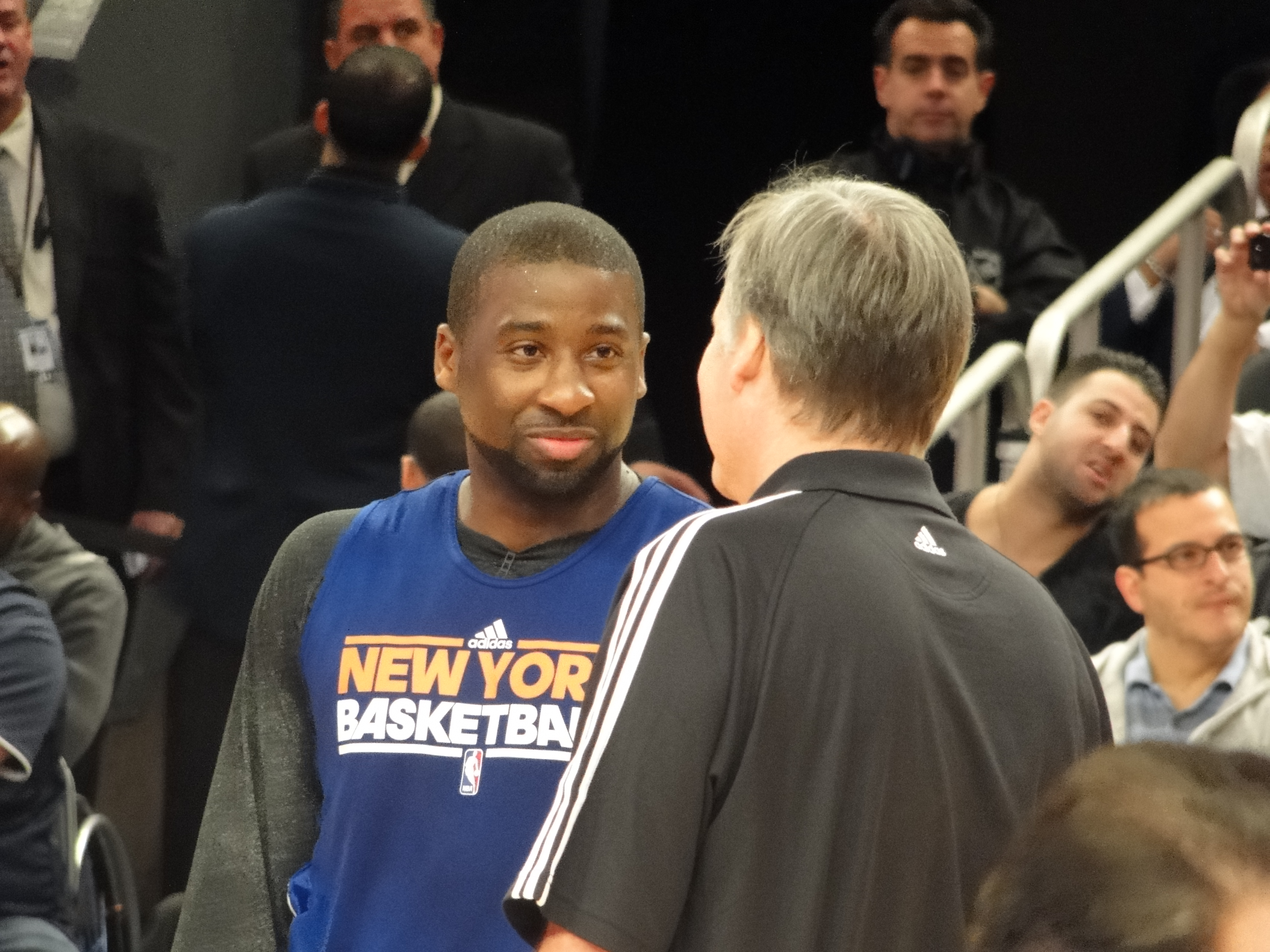
Raymond Felton (sinistra) a colloquio con Mike D'Antoni (destra), suo coach durante la sua prima esperienza con i New York Knicks

Il 10 luglio 2010 passa ai New York Knicks. Il 19 novembre 2010 contro i Golden State Warriors mette a segno il suo career-high di punti, segnandone 35. Nove giorni dopo, contro i Detroit Pistons, mette a segno 6 triple su 11 tentate. Conclude la sua stagione, avendo giocato 54 partite (tutte da titolare), mettendo a referto una media 17,1 punti (career-high), 9,0 assist (career-high) e 1,8 palle rubate (career-high) in 38,4 minuti a partita (career-high). Tenne anche delle ottime medie sui tiri 3 punti (32,8%), dal campo (42,3%) e liberi (86,7%, career-high).

#### Denver Nuggets (2011)
Il 21 febbraio 2011 viene ceduto ai Denver Nuggets nell'ambito di un maxi scambio di giocatori che vede finire in Colorado anche Danilo Gallinari, Wilson Chandler e Timofej Mozgov in cambio di cinque giocatori tra cui l'ala Carmelo Anthony e il playmaker Chauncey Billups. A causa delle scelte del coach George Karl gioca 21 partite ma nessuna da titolare, abbassando notevolmente le medie tenute nella Grande mela, scendendo a 11,5 punti e 6,5 assist in 31,6 minuti a partita.

#### Portland Trail Blazers (2011-2012)
Il 24 giugno 2011 i Denver Nuggets e i Portland Trail Blazers ufficializzano uno scambio di playmaker: Raymond Felton passò ai Portland Trail Blazers, mentre Andre Miller andò ai Denver Nuggets.

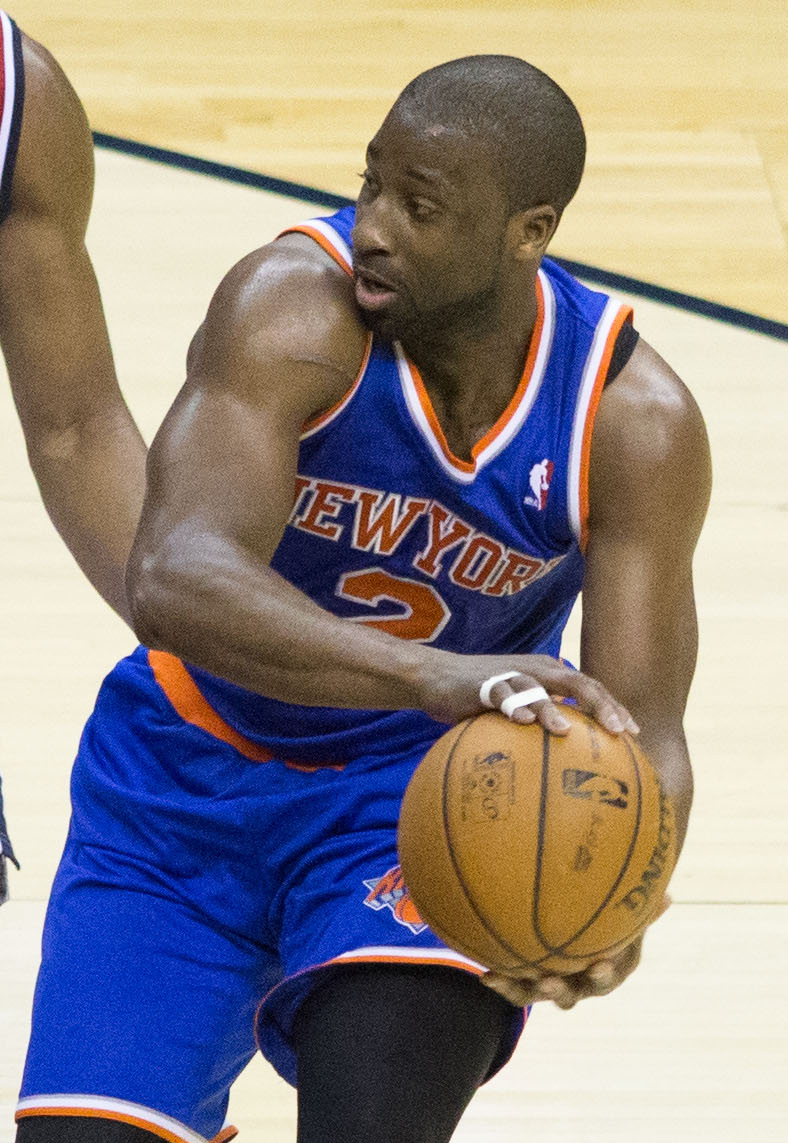
Felton in azione con i Knicks nel 2013

#### Ritorno ai New York Knicks (2012-2014)
Il 15 luglio 2012, rimasto free agent, firma un contratto "sign and trade" con i Portland Trail Blazers venendo quindi ceduto insieme a Kurt Thomas ai New York Knicks in cambio di Dan Gadzuric e di Jared Jeffries. Felton firma quindi un triennale con i Knicks con opzione per il quarto anno (l'opzione in questo caso è per il giocatore). A New York trova ad affiancarlo una leggenda come Jason Kidd, ciononostante riesce a giocare 68 partite tutte partendo da titolare (come playmaker, con lo stesso Kidd nel ruolo di guardia) mettendo a referto 13,9 punti, 5,5 assist e 2,9 rimbalzi in 34,0 minuti a partita. Nei play-off Felton gioca da titolare tutte le 12 partite disputate dai Knicks: al primo turno i Knicks vincono per 4-2 la serie contro i Boston Celtics, mentre in semifinale di Conference vengono eliminati col medesimo risultato dagli Indiana Pacers.
La stagione 2013-14 è condizionata dai problemi giudiziari che lo videro coinvolto in febbraio.

#### Dallas Mavericks (2014-2016)
Il 26 giugno 2014 venne ceduto insieme a Tyson Chandler dai Knicks ai Dallas Mavericks in cambio di Shane Larkin, Wayne Ellington, José Calderón e Samuel Dalembert più due seconde scelte al Draft NBA 2014. Durante la pre-season subì una brutta distorsione alla caviglia destra che lo costrinse a stare fuori per le prime 31 partite della stagione (comprese le 4 che avrebbe comunque saltato per squalifica). Debuttò in stagione il 29 dicembre nella gara interna vinta 112-107 contro gli Oklahoma City Thunder giocando 1 minuto 13 secondi. Durante la stagione giocò solo 29 partite, di cui 3 da titolare, svolgendo così il ruolo di quarto playmaker della squadra dietro a Rajon Rondo, Devin Harris e José Barea. Alla fine della stagione i Mavericks si qualificano ai play-off arrivando settimi nella Western Conference. Al primo turno affrontano gli Houston Rockets in un derby del Texas. I Rockets prevalgono nettamente per 4-1 e Felton disputa 3 partite, di cui una da titolare.
Alla fine della stagione esercita la player option per rimanere a Dallas per un altro anno.
Nella seconda stagione con la franchigia texana giocò molto di più: Rajon Rondo firmò da free agent con i Sacramento Kings, e da free agent arrivò dai Brooklyn Nets ai Dallas Mavericks un playmaker esperto come Deron Williams. A questo punto Barea ed Harris finiscono dietro Felton nelle gerarchie del coach Rick Carlisle, facendo sì che Felton diventasse così il playmaker di riserva dietro al neo-acquisto Deron Williams. Felton in stagione disputò 80 partite, di cui 31 da titolare a causa di vari infortuni occorsi durante la stagione a Deron Williams. In una delle partite in cui partì titolare, ovvero quella del 13 dicembre 2015 giocata in casa contro gli Washington Wizards, mise a referto 10 punti, 11 assist e 11 rimbalzi (con quest'ultima pareggiò il proprio career-high realizzato il 27 gennaio 2009 contro i Los Angeles Lakers), senza comunque evitare la sconfitta ai texani che persero 114-111; era dal marzo 2011 che un giocatore dei Mavericks non realizzava una tripla doppia, e anche in quel caso venne realizzata da un playmaker, ovvero Jason Kidd.  L'11 aprile 2014 segnò 21 punti (conditi anche da 5 assist e 4 rimbalzi di cui 3 difensivi) nella gara esterna persa 98-91 con i Los Angeles Clippers. Alla fine della stagione i Mavs si qualificano ai play-off, questa volta da sesti, dove incontreranno gli Oklahoma City Thunder, arrivati terzi. I Mavs persero gara-1 in modo schiacciante per 108-70, Felton segnò 21 punti in gara-2 portando i texani alla vittoria per 85-84. Tuttavia quella fu l'unica vittoria nella serie per i Mavericks che anche in quest'occasione (esattamente come l'anno passato) vennero eliminati per 4-1 al primo turno. Durante la post-season Felton giocò tutte e 5 le partite della franchigia texana, di cui 4 da titolare, tenendo di media ben 15 punti (career-high nei PO per Felton), 4,6 rimbalzi (career-high anche questo), 4,6 assist e 1,2 palle rubate in 34,4 minuti a partita.

#### Los Angeles Clippers (2016-2017)
Nell'estate 2016 non venne confermato dai Dallas Mavericks. Il 15 luglio 2016 firmò un contratto annuale da 1,5 milioni di dollari con i Los Angeles Clippers, andando a giocare per la seconda volta in carriera in una contender per il titolo (la prima volta fu con i New York Knicks nel 2012-2013), e per svolgere il ruolo di riserva di Chris Paul. Nella partita interna del 23 dicembre 2016 contro i San Antonio Spurs (vinta dai Clippers 106-101), Chris Paul si infortunò e Felton prese il suo posto. alternandosi nel ruolo di playmaker titolare per le gare successive con Austin Rivers. In una di queste partite Felton sfoggiò la sua miglior prestazione stagionale con i Los Angeles Clippers: nella partita esterna persa per 140-116 contro gli Houston Rockets, disputò 31 minuti partendo dalla panchina e mise a referto 26 punti, 8 assist e 5 rimbalzi. Andò in doppia cifra (per quanto riguarda i punti) nella gara interna vinta 109-98 contro i Phoenix Suns segnando 16 punti e nella gara successiva contro i Memphis Grizzlies vinta 116-105 in cui ne segnò 11. Con il ritorno di Chris Paul Felton tornò a essere il playmaker di riserva della franchigia di Los Angeles. Il 14 gennaio 2017 segnò 15 punti nel derby contro i Lakers, contribuendo (subentrando dalla panchina) alla vittoria dei Clippers per 113-97. Segnò nuovamente 15 punti nella gara successiva, giocata 3 giorni dopo contro gli Oklahoma City Thunder (e ancora una volta in uscita dalla panchina) e vinta dai Clippers per 120-98. Tuttavia Chris Paul  si infortunò nuovamente, e questo fece sì che Felton giocasse più minuti da titolare con Austin Rivers adattato nel ruolo di ala piccola. Segnò 14 punti nella gara vinta 115-105 in casa degli Atlanta Hawks. Il 5 febbraio 2017 Felton segnò 16 punti nella gara persa 107-102 in trasferta coi Boston Celtics. Alla fine della stagione Felton totalizzò di media 6,7 punti in 80 partite, di cui 11 giocate da titolare.
Nei playoffs giocò tutte e 7 le partite dei Clippers che uscirono al primo turno contro gli Utah Jazz per 4-3.

#### Oklahoma City Thunder (2017-)
L'8 luglio 2017 firmò con gli Oklahoma City Thunder, dove andò a fare la riserva di un altro playmaker di valore come Russell Westbrook (reduce da una tripla doppia di media e dalla vittoria dell'MVP della stagione 2016-17).

## Statistiche

### College
| Anno       | Squadra             | PG  | PT  | MP   | TC%  | 3P%  | TL%  | RP  | AP  | PRP | SP  | PP   |
| ---------- | ------------------- | --- | --- | ---- | ---- | ---- | ---- | --- | --- | --- | --- | ---- |
| 2002-2003  | N. Carol. Tar Heels | 35  | 35  | 35,4 | 39,8 | 35,8 | 69,3 | 4,1 | 6,7 | 1,6 | 0,3 | 12,9 |
| 2003-2004  | N. Carol. Tar Heels | 30  | 30  | 34,6 | 42,0 | 31,3 | 81,0 | 4,0 | 7,1 | 2,1 | 0,2 | 11,5 |
| 2004-2005† | N. Carol. Tar Heels | 36  | 35  | 31,7 | 45,5 | 44,0 | 70,1 | 4,3 | 6,9 | 2,0 | 0,3 | 12,9 |
| Carriera   | Carriera            | 101 | 100 | 33,9 | 42,3 | 37,5 | 73,1 | 4,1 | 6,9 | 1,9 | 0,3 | 12,5 |

### NBA

#### Regular Season
| Anno      | Squadra             | PG  | PT  | MP   | TC%  | 3P%  | TL%  | RP  | AP  | PRP | SP  | PP   |
| --------- | ------------------- | --- | --- | ---- | ---- | ---- | ---- | --- | --- | --- | --- | ---- |
| 2005-2006 | Charlotte Bobcats   | 80  | 54  | 30,1 | 39,1 | 35,8 | 72,5 | 3,3 | 5,6 | 1,3 | 0,1 | 11,9 |
| 2006-2007 | Charlotte Bobcats   | 78  | 75  | 36,3 | 38,4 | 33,0 | 79,7 | 3,4 | 7,0 | 1,5 | 0,1 | 14,0 |
| 2007-2008 | Charlotte Bobcats   | 79  | 79  | 37,6 | 41,3 | 28,0 | 80,0 | 3,0 | 7,4 | 1,2 | 0,2 | 14,4 |
| 2008-2009 | Charlotte Bobcats   | 82  | 81  | 37,6 | 40,8 | 28,5 | 80,5 | 3,8 | 6,7 | 1,5 | 0,4 | 14,2 |
| 2009-2010 | Charlotte Bobcats   | 80  | 80  | 33,0 | 45,9 | 38,5 | 76,3 | 3,6 | 5,6 | 1,5 | 0,3 | 12,1 |
| 2010-2011 | N.Y. Knicks         | 54  | 54  | 38,4 | 42,3 | 32,8 | 86,7 | 3,6 | 9,0 | 1,8 | 0,2 | 17,1 |
| 2010-2011 | Denver Nuggets      | 21  | 0   | 31,6 | 43,1 | 45,9 | 61,7 | 3,6 | 6,5 | 1,3 | 0,0 | 11,5 |
| 2011-2012 | Portland T. Blazers | 60  | 56  | 31,8 | 40,7 | 30,5 | 80,6 | 2,5 | 6,5 | 1,3 | 0,2 | 11,4 |
| 2012-2013 | N.Y. Knicks         | 68  | 68  | 34,0 | 42,7 | 36,0 | 78,9 | 2,9 | 5,5 | 1,4 | 0,2 | 13,9 |
| 2013-2014 | N.Y. Knicks         | 65  | 65  | 31,0 | 39,5 | 31,8 | 72,1 | 3,0 | 5,6 | 1,2 | 0,4 | 9,7  |
| 2014-2015 | Dallas Mavericks    | 29  | 3   | 9,7  | 40,6 | 29,4 | 80,0 | 0,9 | 1,4 | 0,4 | 0,1 | 3,7  |
| 2015-2016 | Dallas Mavericks    | 80  | 31  | 27,4 | 40,6 | 28,2 | 84,7 | 3,2 | 3,6 | 0,9 | 0,2 | 9,5  |
| 2016-2017 | L.A. Clippers       | 80  | 11  | 21,2 | 43,0 | 31,9 | 78,1 | 2,7 | 2,4 | 0,8 | 0,3 | 6,7  |
| 2017-2018 | Oklahoma Thunder    | 82  | 2   | 16,6 | 40,6 | 35,2 | 81,8 | 1,9 | 2,5 | 0,6 | 0,2 | 6,9  |
| 2018-2019 | Oklahoma Thunder    | 33  | 0   | 11,5 | 40,7 | 32,8 | 92,3 | 1,0 | 1,6 | 0,3 | 0,2 | 4,3  |
| Carriera  | Carriera            | 971 | 659 | 29,7 | 41,2 | 32,9 | 79,0 | 3,0 | 5,2 | 1,2 | 0,2 | 11,2 |

#### Play-off
| Anno     | Squadra           | PG | PT | MP   | TC%  | 3P%  | TL%  | RP  | AP  | PRP | SP  | PP   |
| -------- | ----------------- | -- | -- | ---- | ---- | ---- | ---- | --- | --- | --- | --- | ---- |
| 2010     | Charlotte Bobcats | 4  | 4  | 32,5 | 40,5 | 30,8 | 75,0 | 2,5 | 5,0 | 0,5 | 0,0 | 11,8 |
| 2011     | Denver Nuggets    | 5  | 0  | 30,4 | 36,0 | 25,0 | 75,0 | 1,8 | 4,2 | 1,2 | 0,0 | 11,6 |
| 2013     | N.Y. Knicks       | 12 | 12 | 37,8 | 44,4 | 32,1 | 66,7 | 3,4 | 4,7 | 1,7 | 0,4 | 14,1 |
| 2015     | Dallas Mavericks  | 3  | 1  | 12,0 | 26,7 | 0,0  | 100  | 2,3 | 1,3 | 0,0 | 0,0 | 3,7  |
| 2016     | Dallas Mavericks  | 5  | 4  | 34,4 | 46,4 | 28,6 | 63,6 | 4,6 | 4,6 | 1,2 | 0,0 | 15,0 |
| 2017     | L.A. Clippers     | 7  | 0  | 18,1 | 46,9 | 44,4 | 100  | 1,4 | 1,4 | 0,9 | 0,0 | 5,6  |
| 2018     | Oklahoma Thunder  | 6  | 0  | 13,1 | 38,7 | 50,0 | 0,0  | 2,2 | 1,5 | 0,7 | 0,3 | 5,2  |
| 2019     | Oklahoma Thunder  | 5  | 0  | 11,4 | 30,8 | 25,0 | 50,0 | 0,6 | 0,6 | 0,8 | 0,2 | 2,2  |
| Carriera | Carriera          | 47 | 21 | 25,7 | 42,0 | 32,1 | 71,1 | 2,5 | 3,1 | 1,0 | 0,2 | 9,4  |

## Curiosità
Felton indossa la maglia n° 20 da professionista, proprio come aveva fatto all'high school per i Latta Vikings

## Palmarès
- McDonald's All-American Game (2002)
- Campione NCAA (2005)
- NCAA AP All-America Third Team (2005)
- NBA All-Rookie Second Team (2006)
- La sua maglia N.2 ha ricevuto onori presso la University of North Carolina a Chapel Hill
- Ha fatto parte della prima squadra della ACC per il 2004-05
- Nominato MVP (Most Valuable Player) della Carolina per il: 2002-03 e il 2004-05 (condiviso con Sean May)
- Vincitore del premio "Bob Cousy" nel 2005
- Ha fatto parte della prima squadra ACC per il 2004-05
- Ha fatto parte della terza squadra ACC per il 2002-03 e il 2003-04
- Ha fatto parte della prima squadra ACC per il 2003
- Ha ricevuto una menzione speciale per la squadra ACC dei migliori difensori per il 2004-05
- Ha fatto parte della squadra ACC dei "Freshman" per il 2002-03
- Vincitore per il premio Naismith per il giocatore al college dell'anno 2002

## Problemi giudiziari
Il 24 febbraio 2014 si è costituito presso il commissariato di polizia di New York per rispondere a tre accuse di possesso illegale di arma da fuoco. La polizia ha in seguito chiarito che le accuse non sono derivate da un uso minaccioso dell'arma, ma dal possesso di un'arma non regolarmente registrata. È stato rilasciato su cauzione lo stesso giorno. Per questo ha comunque scontato per squalifica le prime 4 giornate della stagione 2014-2015, oltre ad avere dovuto pagare 5000 dollari di multa e a prestare servizio per 500 giorni in comunità.